# Gary Kildall
Gary Arlen Kildall (Seattle, 19 maggio 1942 – Monterey, 11 luglio 1994) è stato un informatico statunitense, famoso per aver creato il sistema operativo CP/M e per aver fondato la Digital Research, Inc.
Kildall fu una delle prime persone a considerare i microprocessori dei computer a tutti gli effetti e non solamente dei controllori di apparati, fondando un'azienda su questo concetto. Presentò anche il programma televisivo The Computer Chronicles sulla rete pubblica PBS. Nonostante la sua carriera nell'informatica si estenda per oltre due decenni, è principalmente ricordato per il fallito accordo con IBM per commercializzare il CP/M insieme al PC IBM.

## Biografia
Gary Kildall nacque e crebbe a Seattle (Stato di Washington), dove la famiglia mandava avanti una scuola di nautica. Suo padre, Joseph Kildall, era un capitano norvegese mentre sua madre, Emma, era per metà svedese: la nonna di Gary era nata a Långbäck, Skellefteå, da dove era poi emigrata in Canada all'età di 23 anni.
Si iscrisse all'Università di Washington con l'idea di diventare un insegnante di matematica ma poco a poco si interessò all'informatica. Dopo la laurea fu chiamato al servizio di leva, che fece nella marina USA come insegnante presso la "Naval Postgraduate School" (NPS) di Monterey in California.
Abitando a poche ore di auto dalla Silicon Valley, Kildall venne a conoscenza del primo processore commercialmente disponibile, l'Intel 4004. Ne comprò uno ed iniziò a scrivere per esso alcuni programmi. Al fine di acquisire maggiori conoscenze del processore, nei suoi giorni liberi lavorava per Intel come consulente.
Kildall ritornò per un breve tempo all'Università di Washington e finì il suo dottorato di ricerca in informatica nel 1972, dopodiché riprese a insegnare presso l'NPS. Pubblicò un articolo scientifico che illustrava la teoria dell'analisi del flusso dei dati, oggi usata nel processo di ottimizzazione dei compilatori e continuò i suoi esperimenti con i microcomputer e con l'emergente tecnologia dei floppy disk. Intel gli prestò dei sistemi basati su processori 8008 e 8080, e nel 1973, sviluppò il primo linguaggio di programmazione ad alto livello per microprocessori, il PL/M. Creò il sistema operativo CP/M nello stesso anno al fine di permettere all'8080 di controllare un floppy disk drive, combinando per la prima volta tutti i componenti essenziali di un computer alla scala di un microcomputer. Mostrò il CP/M a Intel, suscitando scarso interesse; Intel decise invece di commercializzare il PL/M.

## Carriera come imprenditore

### CP/M
Kildall e la moglie Dorothy fondarono una società, originariamente chiamata Intergalactic Digital Research, più tardi ridenominata Digital Research, Inc. (abbreviata DRI), per commercializzare il CP/M attraverso annunci pubblicitari sulle riviste per hobbisti. Digital Research commercializzò il CP/M per IMSAI 8080, un popolare clone dell'Altair 8800. Sempre più produttori fecero lo stesso, così che il sistema operativo divenne lo standard de facto arrivando a supportare un numero sempre più grande di configurazioni hardware. Per venire incontro alla necessità di avere un sistema adattabile a differenti macchine, Kildall fece ricorso al concetto di BIOS, ossia ad un insieme di semplici programmi memorizzati nell'hardware del computer che permettevano al CP/M di poter girare su differenti sistemi senza modifiche.
Il successo del CP/M colse Kildall di sorpresa, che fu lento nell'aggiornarlo per i floppy ad alta densità ed i dischi rigidi che stavano iniziando a comparire sul mercato. Dopo che altri produttori di hardware manifestarono l'intenzione di creare un sistema operativo concorrente, Kildall diede vita a un progetto per lo sviluppo del CP/M 2. All'apice della popolarità, il CP/M girava su 3.000 differenti modelli di computer e la società aveva un fatturato annuo di 5,4 milioni di dollari.

### Negoziazioni con IBM
Nel 1980 IBM stava cercando un sistema operativo per il suo prossimo PC IBM. Avendo visto la SoftCard, una scheda di espansione per Apple II basata su un processore Z80 capace di far girare il CP/M sul computer della Apple, i dirigenti IBM pensarono che Microsoft avesse la licenza di quel sistema operativo e fissarono un appuntamento con Bill Gates. Durante l'incontro scoprirono invece che Microsoft non aveva i diritti sul CP/M per cui fu lo stesso Bill Gates a suggerire ai responsabili di IBM di contattare Digital Research al fine di acquistare una versione del CP/M per il processore 8086 che IBM avrebbe usato nel suo PC. Gary Kildall delegò la moglie Dorothy, come era solito fare, mentre lui volò sul suo aereo privato assieme al collega Tom Rolander per consegnare del software a Bill Godbout.
Giunti presso la sede di Digital Research ed ancora prima che iniziassero a spiegare i motivi della visita, i rappresentanti di IBM insistettero sul fatto che DRI accettasse di firmare un accordo di non divulgazione affinché non fosse rivelato a terzi alcunché riguardo quell'incontro e venisse nel contempo permesso a IBM di utilizzare liberamente qualunque informazione fosse stata fornita da DRI. Seguendo il suggerimento dell'avvocato di DRI, Gerry Davis, Dorothy si rifiutò di firmare senza l'assenso di Gary, che era in quel momento fuori sede. Questi tornò nel pomeriggio e firmò, per cui le negoziazioni poterono proseguire, ma le fonti sono in disaccordo sul fatto che Kildall incontrò personalmente i rappresentanti di IBM oppure se fu solamente presente in sede mentre queste andavano avanti condotte dalla moglie.

### Il fallimento delle trattative
Sono state avanzate varie ipotesi riguardo alle ragioni per cui le due aziende non riuscirono a trovare un accordo. DRI, la cui offerta di prodotti era limitata, fu forse poco disponibile a fornire il proprio prodotto di punta a IBM con una licenza basata sul pagamento di una quota fissa (una tantum) al posto della sua solita licenza basata su royalty. Altri suggeriscono che Dorothy, che secondo alcune fonti condusse le trattative, forse ritenne che non potessero consegnare il CP/M-86 nel tempo richiesto da IBM, in quanto DRI era occupata nello sviluppo di un'implementazione del linguaggio PL/I per conto di Data General.. Altri invece suggeriscono che i rappresentanti di IBM furono seccati del fatto che DRI avesse passato ore a decidere se firmare oppure no l'accordo di non divulgazione, che loro consideravano una semplice formalità. Secondo Kildall, i rappresentanti di IBM presero quella sera lo stesso volo per la Florida su cui lui e Dorothy viaggiarono per andare in vacanza, cercando di trovare un accordo. Però il responsabile della delegazione di IBM, Jack Sams, insiste sul fatto di non aver mai incontrato Kildall, tesi confermata da un suo collega di IBM che ricorda come abbia affermato ciò anche all'epoca dei fatti. Sams conferma che qualcun altro del suo gruppo possa essere stato su quel volo ma, tuttavia, fa notare che egli tornò in volo a Seattle per parlare nuovamente con Microsoft, accantonando l'ipotesi DRI.

### IBM si accorda con Microsoft
Sams raccontò l'accaduto a Gates, il quale aveva già raggiunto con IBM un accordo per fornire il suo interprete BASIC e svariati altri programmi per il nuovo PC. L'impressione che Gates ebbe di quanto accaduto fu che Kildall avesse preferito "andarsene a volare", cosa che più tardi raccontò ai giornalisti. Sams chiese a Gates ed Allen se potevano occuparsi della problematica, trovando una soluzione alternativa al CP/M. Gates non si fece scappare l'opportunità e propose il DOS, ipotizzando di adattare l'86-DOS, un clone del CP/M commercializzato da Seattle Computer Products (SCP), la società che aveva lavorato in precedenza con Microsoft durante lo sviluppo della SoftCard. Paul Allen trattò con SCP una licenza che permettesse a Microsoft di poter rivendere a terzi il sistema operativo, senza però svelare nulla su quali potessero essere i suoi clienti. L'86-DOS fu adattato quindi all'hardware del PC IBM e fu poi consegnato a Microsoft, che lo girò a IBM la quale lo mise in commercio come PC-DOS.

### Il CP/M come alternativa del PC-DOS
Kildall ottenne una copia del PC-DOS, lo esaminò e arrivò alla conclusione che quel prodotto violasse la proprietà intellettuale di DRI perché troppo simile al suo CP/M. Chiese a Gerry Davis quali possibilità vi fossero dal punto di vista legale di muovere una causa contro IBM, e la risposta fu che la legge non era sufficientemente chiara (secondo Davis, la legge fu modificata in seguito in una maniera che, all'epoca, avrebbe aiutato DRI). Kildall, quindi, minacciò solo di far causa all'IBM, la quale propose a DRI, come condizione per non finire in tribunale, di offrire alla sua clientela la versione per Intel 8086 del CP/M in alternativa al suo PC-DOS.
Kildall accettò, ritenendo che il nuovo sistema di IBM, così come era successo in passato ad altri computer dello stesso segmento di mercato, non avrebbe avuto un notevole successo commerciale. Quando il PC IBM fu presentato, IBM offriva anche l'acquisto del suo PC-DOS per 40 dollari: nonostante fosse offerto come scelta, tale acquisto era in realtà obbligatorio dato che il CP/M-86 fu disponibile solo alcuni mesi dopo, e ad un prezzo di 240 dollari. Per questi motivi, il CP/M-86 vendette molto meno rispetto al PC-DOS.

### Carriera successiva
Con il fallimento dell'accordo con IBM, Kildall e sua moglie dovettero decidersi ad affidarsi a dirigenti esperti, e l'influenza di Gary sulla società lentamente diminuì. Lavorò su svariati progetti sperimentali e di ricerca, come una versione del CP/M con supporto al multitasking ed un'implementazione del linguaggio Logo, un dialetto del LISP: egli sperava che esso avrebbe soppiantato il BASIC come linguaggio educativo, ma ciò non accadde. Dopo aver assistito a una dimostrazione dell'Apple Lisa, Kildall decise di sviluppare una propria interfaccia grafica (GUI) e supervisionò la creazione del Graphical Environment Manager (GEM) Desktop.
Novell acquistò DRI nel 1991, con un accordo che permise a Kildall di guadagnare milioni.
Kildall curò anche altri progetti relativi all'informatica, oltre a Digital Research. Nel 1983 condusse un programma televisivo chiamato Computer Chronicles, che si occupava delle ultime tendenze relative all'informatica e ai personal computer. Diede anche il via ad una nuova azienda, chiamata KnowledgeSet che introdusse la tecnologia a lettura ottica per uso informatico. Nel 1985 pubblicò la prima enciclopedia informatica, American Academic Encyclopedia.
Infine fondò la Prometheus Light and Sound con base ad Austin, Texas che sviluppava un centralino telefonico ad uso domestico che integrava la telefonia fissa con quella mobile.

## Vita personale
I colleghi ricordano Kildall come una persona creativa, con cui era facile andare d'accordo, e di indole avventurosa. Oltre al volo, amava le auto sportive, le corse automobilistiche e l'andare in barca, e fu sempre un innamorato del mare.
Sebbene preferisse lasciarsi dietro le spalle la storia di IBM ed essere ricordato per i suoi lavori antecedenti e seguenti a quei fatti, Kildall si trovò suo malgrado ad essere continuamente paragonato a Bill Gates e con i contributi che aveva dato all'informatica messi in ombra da quel mancato accordo. Nacque anche una leggenda circa la riunione tra IBM e DRI (alimentata dallo stesso Gates e da vari giornalisti) secondo la quale Kildall aveva preso un giorno di vacanza per andare a volare, e si stancò di doverla continuamente smentire, arrivando in privato a manifestare rancore per essere stato messo in ombra da Microsoft.
A Kildall fu chiesto dall'Università di Washington, come uno dei suoi laureati più famosi, di presenziare all'anniversario del programma di informatica nel 1992, ma rimase particolarmente seccato quando scoprì che a tenere il discorso sarebbe stato Gates. In risposta a questo fatto iniziò a scrivere le proprie memorie, Computer Connections, facendole circolare solo fra pochi amici. In esse espresse la propria frustrazione per il fatto che le persone sembrassero non tenere in alcun conto l'eleganza nel software. Di Gates scrisse: «Causa divisioni. È un manipolatore. È un opportunista. Ha preso molto da me e dall'industria». In un'appendice definì il DOS «una chiara e palese rapina» in quanto le prime 26 chiamate di sistema funzionavano allo stesso modo di quelle del CP/M.
Harol Evans usò queste memorie come fonte per un capitolo del suo libro del 2004 "They Made America", arrivando alla conclusione che Microsoft aveva derubato Kildall delle sue invenzioni. Persone che hanno lavorato a lungo in IBM contestano la descrizione dei fatti riportata nel libro, e la stessa Microsoft l'ha descritta come «di parte e imprecisa».
Dopo la vendita di DRI a Novell, che lo rese un uomo ricco, Kildall si trasferì a Lake Hills, un sobborgo di Austin. La sua casa si trovava sulla riva del lago, aveva un garage per varie auto sportive e uno studio video in cantina. Kildall possedeva e pilotava il proprio jet e almeno una barca sul lago. Durante il periodo ad Austin partecipò come volontario per assistere bambini malati di AIDS. A Pebble Beach, California, era proprietario di una villa con vista panoramica sull'oceano.

## Morte
Negli ultimi anni della sua vita Kildall soffrì di alcolismo.
L'8 luglio 1994 Kildall cadde mentre era in un locale per Harleysti di Monterey (California), il "Franlin Street Bar & Grill", sbattendo la testa. Le esatte circostanze dell'accaduto non sono chiare: alcuni affermano che cadde da una sedia, altri che scivolò per le scale, altri ancora che fu aggredito perché entrò nel locale vestito con indumenti da motociclista. Ricoverato in ospedale, fu dimesso quasi subito. Kildall fu poi ricoverato urgentemente poco dopo presso il Community Hospital di Monterey Peninsula, trovando la morte 3 giorni dopo l'incidente. Il rapporto del medico legale dichiarò che la morte fu causata da un trauma cranico, riscontrando anche segni di un infarto; ma la successiva autopsia non chiarì del tutto le cause esatte della morte.
È stato seppellito nel cimitero di Evergreen-Washelli, nella parte nord di Seattle.

## Riconoscimenti
Nel marzo del 1995 l'associazione dei produttori di software lo onorò postumo riconoscendogli i seguenti contributi dati all'industria dei computer:
- introduzione di un sistema operativo con multitask con prelazione e interfaccia a menu;
- creazione del primo sistema di buffer delle tracce di un disco, algoritmi read-ahead, cache delle directory dei file ed emulatori di RAM disk;
- presentazioni di un ricompilatore binario negli anni ottanta
- creazione del primo linguaggio di programmazione e del primo compilatore specifici per microprocessore;
- il primo DOS per microprocessore, che in totale ha venduto 250 000 copie;
- la prima interfaccia per computer per dischi video che permette una riproduzione non lineare, antesignana del multimedia interattivo moderno;
- il file system e le strutture dati per il primo CD-ROM commerciale;
- la prima architettura aperta, che separava le interfacce specifiche per l'hardware  in un insieme di routine raccolte nel BIOS

Alla morte di Kildall, Bill Gates commentò che era stato «uno dei primi pionieri della rivoluzione dei PC» e «un informatico creativo che aveva fatto del lavoro eccellente».